# 田舎暮らし
田舎暮らし（いなかぐらし）とは、田舎で暮らすこと、および田舎での生活。
「都会暮らし」と対をなす表現。

## 概要

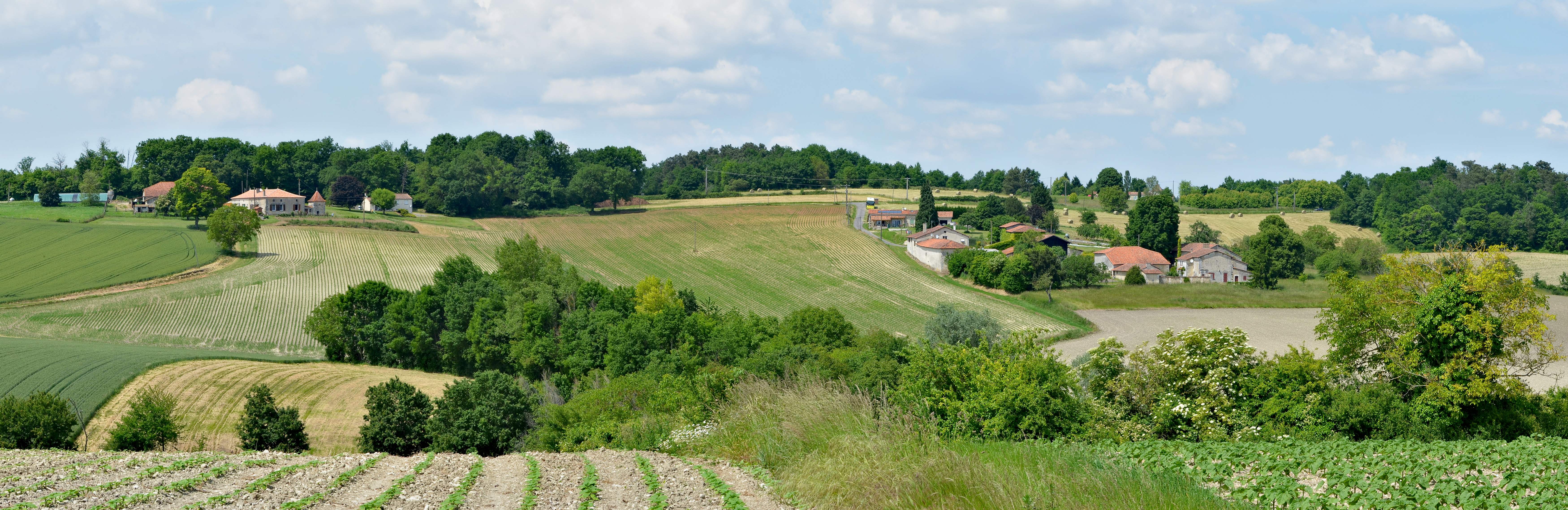
フランスの郊外の風景。フランス、シャラント県、モンモロー・サン・シバールのモンモレリアンの丘々。

「田舎暮らし」は「都会暮らし」と対をなす概念ではあるが、俯瞰して人の暮らし（生活）を場所で分ける場合、実際には「田舎暮らし」「郊外暮らし」「都会暮らし」と3つに分割するほうが世の中の実態を正しく表現できる。
ヨーロッパやアメリカなどでは、もともと「田舎暮らし」「郊外暮らし」「都会暮らし」の3つのバランスがうまくとられていて、都市への過度な集中がうまく避けられており、人口比で見ると「郊外暮らし」が最大多数派である。「郊外暮らし」が一般的な世の中の状況下にあって、「田舎暮らし」をしている（あるいは「都会暮らし」をしている）、という理解をしたほうがよい。
なお「田舎暮らし」と言っても、親の代から田舎暮らしをしている人もいれば、自分で新たに田舎暮らしを始める人もいる。（「都会暮らし」と言っても、親の代から都会暮らしをしている人も、新たに自分で都会暮らしを始める人もいる、というのと同じことである。）
日本

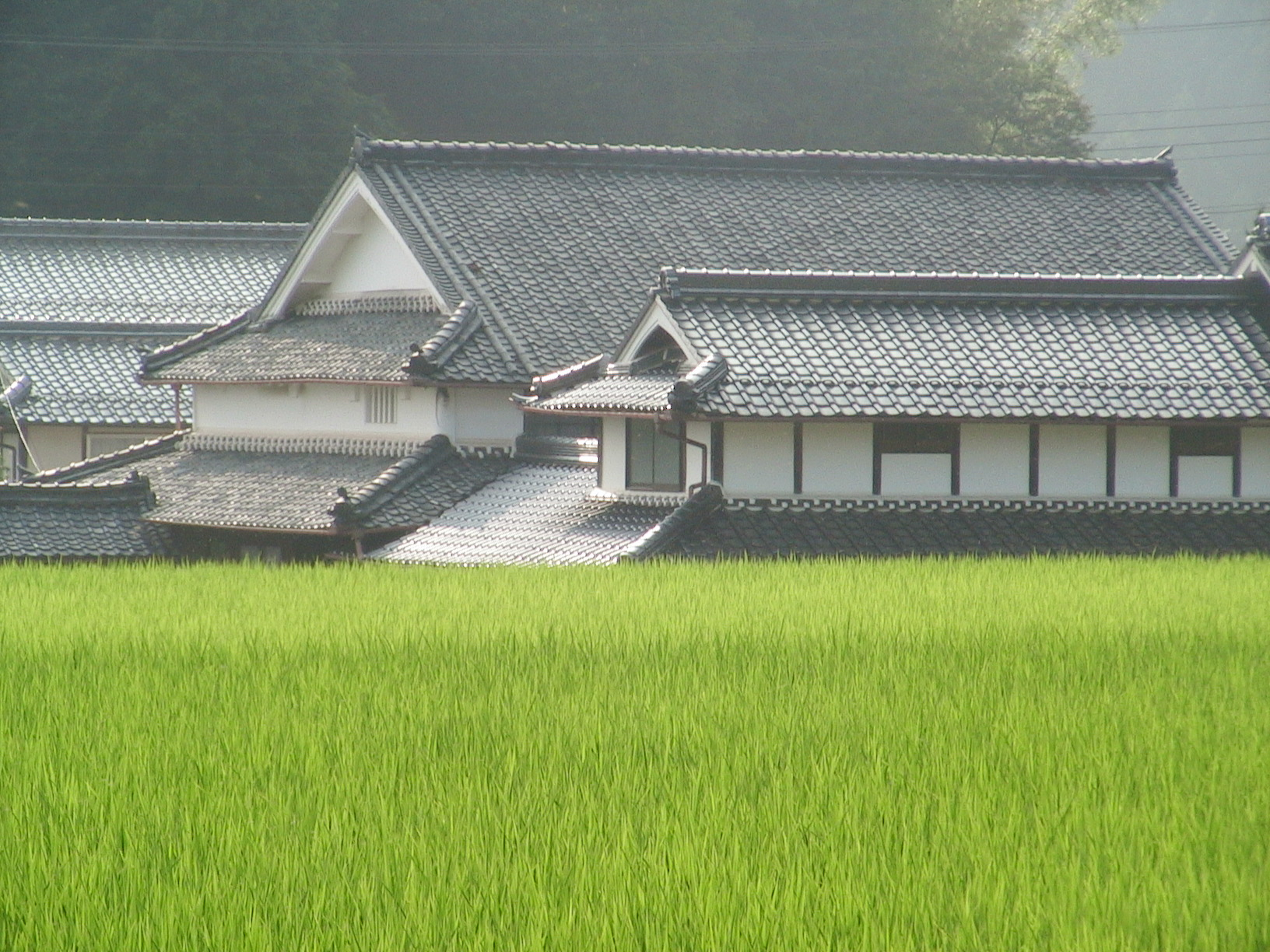
田と瓦、しっくい壁の織り成す典型的な日本の田舎の風景

日本では、近年、日本政府が東京への過度な一極集中状態とその弊害を改善するために、人々が都会を離れ、郊外や田舎に暮らすことを積極的に推進している。いわゆる田舎に存在する地方自治体の多くも、住民を増やすために積極的に田舎への移住を勧めている。また田舎物件専門の不動産業者がインターネットなどを通じて物件を多数紹介するようになっている。それらの相乗効果により、田舎暮らしのための準備は以前よりも容易になっている。
また買い物に関しても、特に世の中の特殊なものを徹底的に比較してから買うような買い物に関しては、今どきは、楽天やアマゾンなどの通販が使えるかどうかということが、便利と不便を分ける最大の要因になっていて、「田舎暮らし」をしていても、「郊外暮らし」や「都会暮らし」と大差無い。つまり多種類のものを徹底的に探して買う、ということに関しては、「田舎暮らし」「郊外暮らし」「都会暮らし」の区別は重要ではなく、田舎であってもインターネットに接続さえできればアマゾンや楽天などの通販で、同じように豊富な品ぞろえのページで商品を閲覧・比較して購入でき、世界中の商品を「ポチッ」とボタンをクリックするだけで簡単に購入手続き完了であり、商品は世界のどこからでも自宅に向けて発送され配達されるのである（配達日数も都会と比べてもさほど差が無く、仮に配達にタイムラグがある場合でも、せいぜい都会と1～2日程度の差でしかない。そもそも生活の基本姿勢をスローライフに切り替えていれば全然気にならない）。また今はネット接続さえできれば世界中の人々、地球の裏側の人々とも、常にSNSやe-mailで繋がれる状態になっている。ネットが普及していなかった時代では、「田舎暮らし」はいろいろな意味で「世界からの距離」があったが、ネットの時代では、田舎も全世界と直に繋がっている。特に2010年以降はスマホが一気に普及し、スマホの回線が繋がるだけでインターネット接続が成立しており、全世界と繋がっている状態になっている。たとえば田舎に暮らすさまざまな生産者たち（たとえば工芸品の制作者、酒蔵、農産物や食品の生産者、和紙の生産者、ほかにも日本の田舎ならではの生産者たち 等々）もタブレットやスマホやPCを使って、世界各国の人々から直に注文を受けて、商品を直接外国に向けて気軽に発送し、売上をあげている。また日本で「田舎暮らし」を楽しんでいる外国人も、スマホなどで気軽にインターネット接続を行い、東南アジアであろうがヨーロッパであろうが北米であろうが南米であろうが、瞬時にして気軽に繋がることができ、家族や友人と日々コミュニケーションをしている。というわけで世界的なネットの普及のおかげで今では「田舎暮らし」は全世界に繋がっており、きわめてインターナショナルになっており、便利になっているのである。
2020年に世界的なコロナ禍が発生し、政府主導でテレワークが推進され、企業にもテレワークを積極的に導入することを勧め、リモート勤務を選択できるようにした企業が増えた結果、「郊外暮らし」を選択する人と並んで、「田舎暮らし」を選択する人も増えている。統計的な数字としても、2021年に東京23区へ流入した人口よりも流出した人口のほうが多くなった、という数字が2022年1月に発表された。
なお都会に住んでいて都会に仕事を持っている人が都会を離れようとする場合、「郊外暮らし」と「田舎暮らし」の両方が比較検討されていることが多い。
そのような「田舎暮らし」需要の増加に答えるために、移住を考えている人向けに地方自治体が用意した住居で1泊から1年ほど生活する「お試し移住」という制度も増えてきている。
新たに田舎暮らしを始める場合、どの都市や郊外を起点にするかで、新たな居住地の候補にあがる場所の傾向も異なり、起点から比較的近い「田舎」が候補に挙がる率が高くなる。たとえば、大都市と起点とする場合について調査する場合でも、その大都市も多数あり（北から挙げると）たとえば札幌、東京、名古屋、大阪、福岡などあり、どの都市から「田舎」へ移住するかによって、それぞれ候補に挙げられる「田舎」が異なり、たとえば東京でアンケート調査しランキングをとれば「山梨県」が希望地1位に挙がるわけだが、大阪や福岡で同様の調査をすれば全然別の場所が希望地として1位になる。
- 東京を起点とした（新たな）田舎暮らし 場所のランキング

東京を起点とした「希望地」についてのランキングを挙げるなら、（NPO法人「ふるさと回帰支援センター」も、東京都の「ふるさと暮らし情報センター」にて移住相談者やセミナー参加者などの施設利用者を対象に行ったアンケートを基に毎年「田舎暮らし希望地域ランキング」を公開しているが）2014年時点では、1位が山梨県、2位が長野県、3位が岡山県だった。上位3県は2013年も同じだった。上位3県のうち山梨県・長野県は東京都に近く、また3県とも移住セミナーを定期的に行っているなど情報提供に力を入れていることなどが理由と考えられている。
1位 山梨県、2位 長野県、3位 岡山県、4位 福島県、5位 新潟県、6位 熊本県、7位 静岡県、8位 島根県、9位 富山県、10位 香川県（以上は2014年度調査結果）
田舎暮らしの課題・問題点
『田舎暮らしの本』387号（宝島社）は、田舎暮らしには次のようなこともあるとしている。
- 仕事が少ない。
- 鉄道、バスなどの公共交通機関が少ない。このため自動車が必須アイテムである。逆に自動車さえあれば、都会よりもむしろ便利な場合もある。
- 病院、商店など生活に必要な施設が少ないか、遠い場合がある。
- 近所付き合いが濃厚で複雑なため、プライバシーの干渉が激しい。
- 地域によっては部外者の受け入れに消極的な場合がある。

## 歴史
日本での歴史
歴史を見ると、総じて言って「田舎暮らし」をしていた人々の割合は「都会暮らし」の人々に比べて圧倒的に多い。
日本の「総人口」の推計と「都市部の人口」の推計を見れば明らかになる。日本の人口は（推計資料はいくつかあるが）奈良時代中の725年に 451万人、平安初期の800年 551万人、平安末期 1150年 684万人、 鎌倉幕府成立期（1338年） 818万人、江戸幕府成立期（1603年）1,227万人　などだったと推算されている。（近代以前の日本の人口統計も参照）
それに対して「都会暮らし」をしていた人口はわずかでしかなく、たとえば平安初期の800年は平安京の人口が20万人。1150年は平安京に15万人、平泉に 5万人、博多に 9千人。1300年ころの都市人口は平安京が（わずか）4万人、鎌倉が20万人。1600年では平安京30万人、博多5万人、堺 8万人、本願寺（大阪）28万人、駿府10万人、江戸6万人、山口8万人、博多5万人といった状況であった（詳細は近代以前の日本の都市人口統計#古代・中世）
残りのほとんどの人々はそれ以外の暮らし、つまり「田舎暮らし」や現代人が言う「郊外暮らし」をしていたことになる。
なお日本の人口を身分別（職業別）にみると、最大多数は農民であった。
明治期に明治政府の政策により、武士という身分が廃止され職業変更も自由になり、藩が廃止されかわりに県が置かれ（廃藩置県）、人々が藩の境界を越えて住む場所を選ぶことが自由になり、また都市部へ移住する人々の数も増えてゆくことになった。
近年のメディアでの流行に関して言えば、1980年頃に雑誌『ダイヤモンドボックス』が火付け役となり、田舎の家屋や土地などの都会に比較し廉価な不動産を紹介する企画が人気を呼んだ。
当時の田舎暮らしの主役は団塊の世代であり、都会の雑然とした生活から逃れ、体力があるうちに自然の中で自立して生きたいという考えの元に脱サラしペンションを開業したり新規就農する人などが少なからずあった。（「全共闘世代であるがゆえのヒッピー精神や反骨精神が背景にあったと考えられる」「これがいわば第1次田舎暮らしブームである」）。実際は、とにかく田舎に暮らすこと全般を「田舎暮らし」と言うのだが、ブームの時期には「都会で生活していた人が地方の自然豊かな地域に憧れ移住することなのかなぁ？」などと漠然と思う人が増えた。
2007年時点の書籍では、2000年以降になると団塊の世代が定年退職を迎える時期と重なり、再びその世代の田舎暮らしへの関心が高まったが、その世代だけでなく、幅広い年齢層に渡ってより広範な社会情勢を反映した確かな潮流となった。地方の過疎化、限界集落問題などもからみ、地方自治体などが地域の活性化のために、優遇策を行い都会生活者の誘致を繰り広げているが、これらは多くの成果を挙げるにいたってはいない。人気のある移住地など、たとえば沖縄県石垣島などでは建設ラッシュが続いているとされる、などと書かれた。

## 田舎暮らしを主題とした雑誌や番組など
雑誌
- 『田舎暮らしの本』（宝島社）
- 『田舎おもしろ体験の旅』（時事通信社）

テレビ番組
- 世界各地
  - 小さな村の物語 イタリア　 - イタリアの田舎暮らしのドキュメンタリー番組（「小さな村」暮らし限定で、まさに田舎暮らし限定の番組である。当番組は「都会暮らし」を一切扱わないという特徴がある）

- 日本限定
  - 田舎に泊まろう!
  - DASH村
  - イチから住 〜前略、移住しました〜
  - 金スマひとり農業

## 博物館
- en:Somerset Rural Life Museum（イギリス）
- Usk rural Life Museum（イギリス）

## ギャラリー

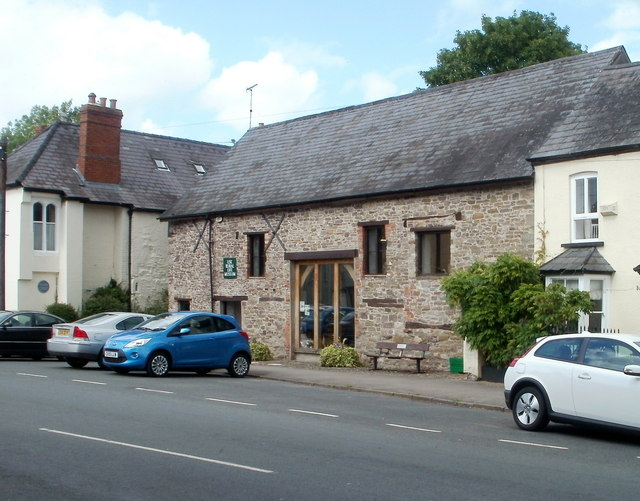
イギリスのUskにあるRural Life Museum（田舎暮らし博物館）
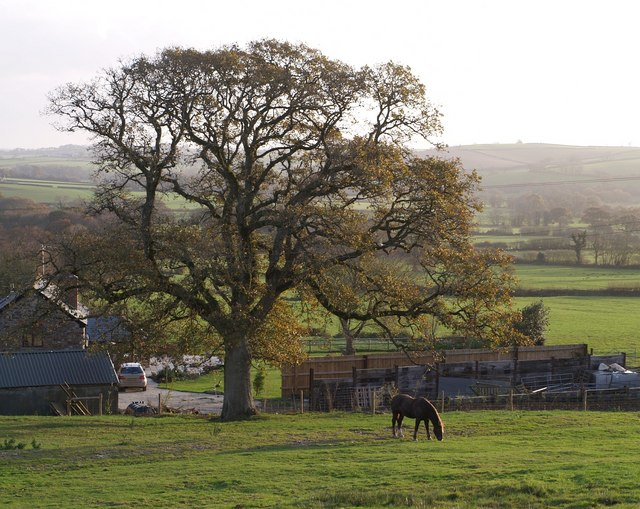
イギリスの田舎の農場
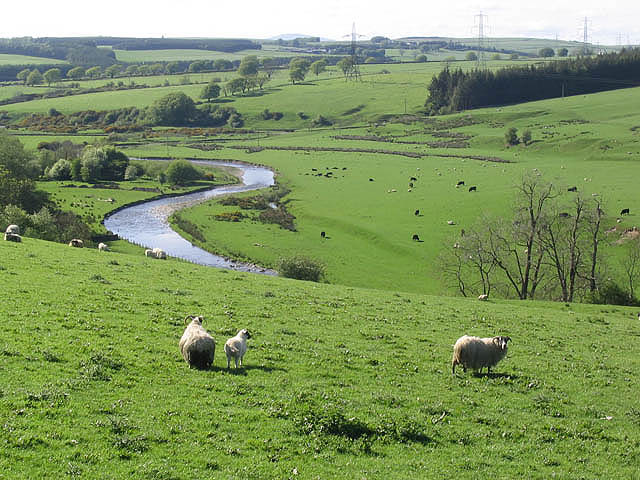
イギリスの田舎の牧場の風景
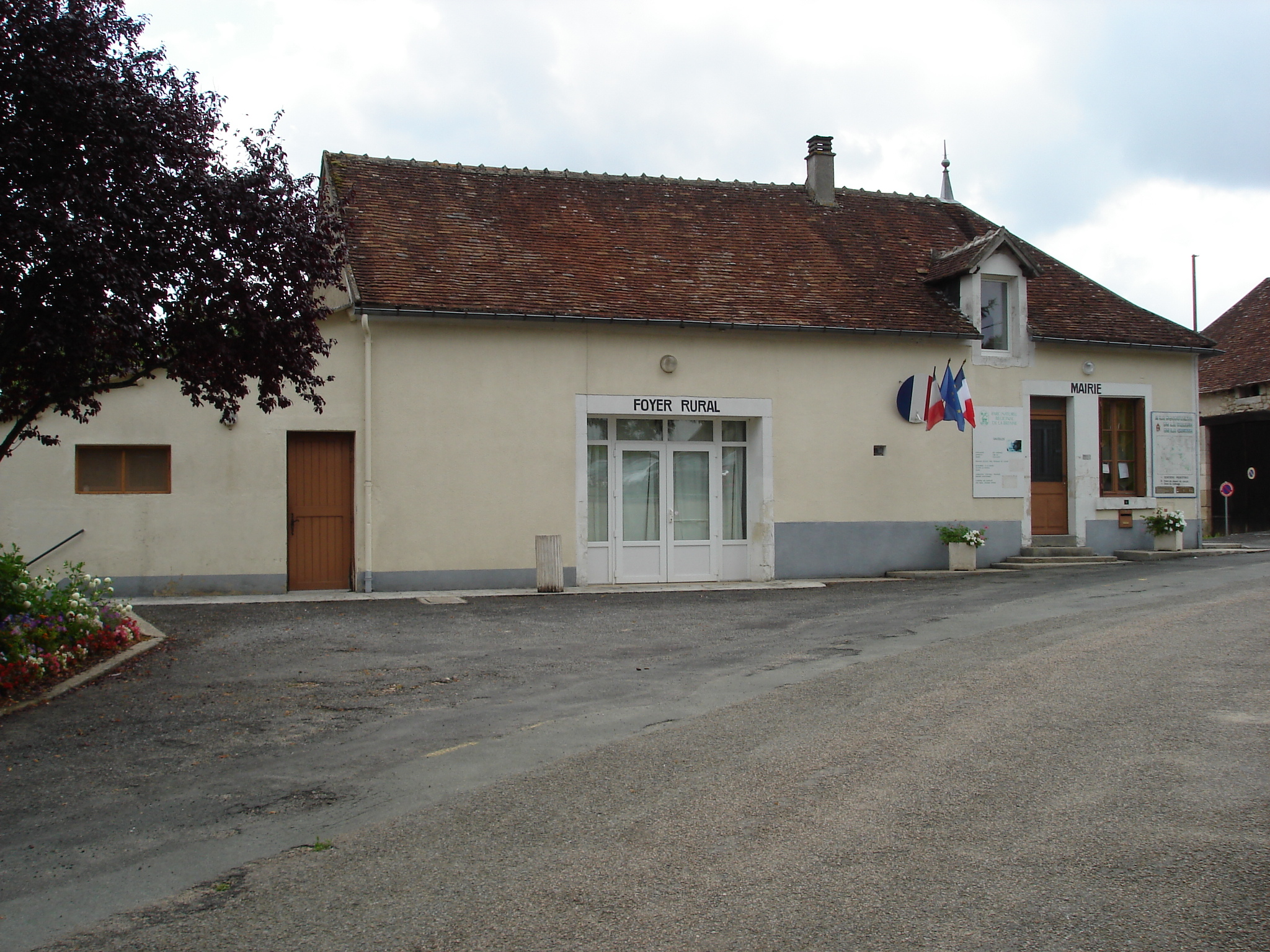
フランスの田舎、村の役場と集会所
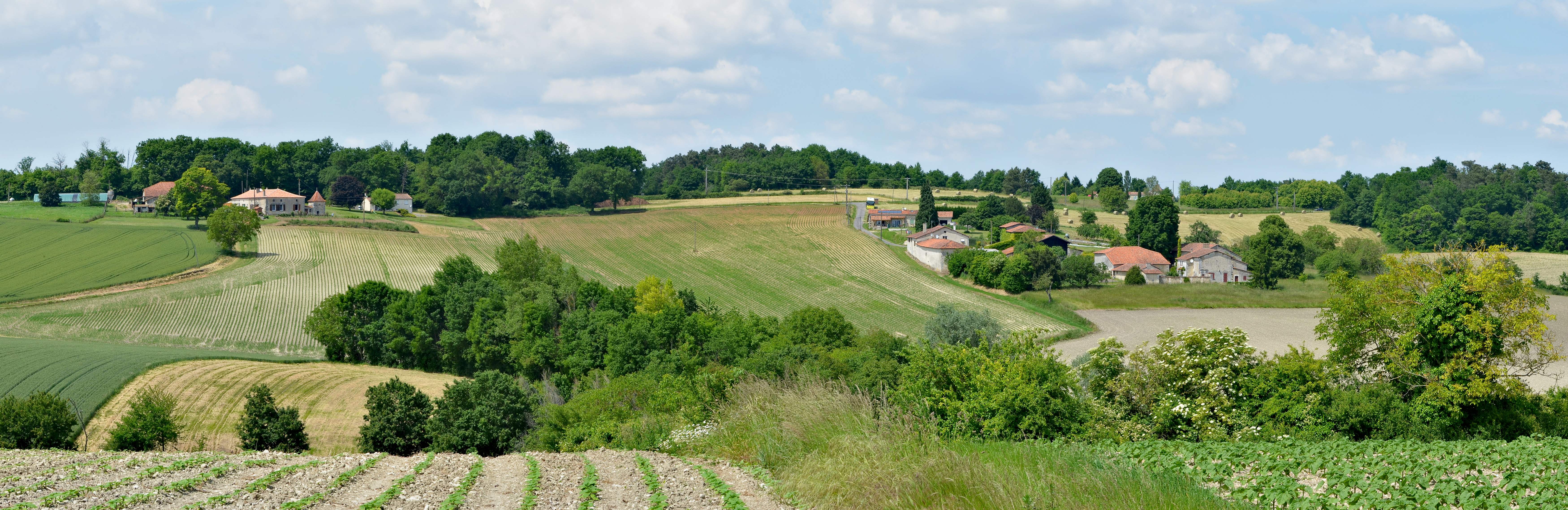
フランスの田舎、シャラント県のモンモレリアンの丘陵地
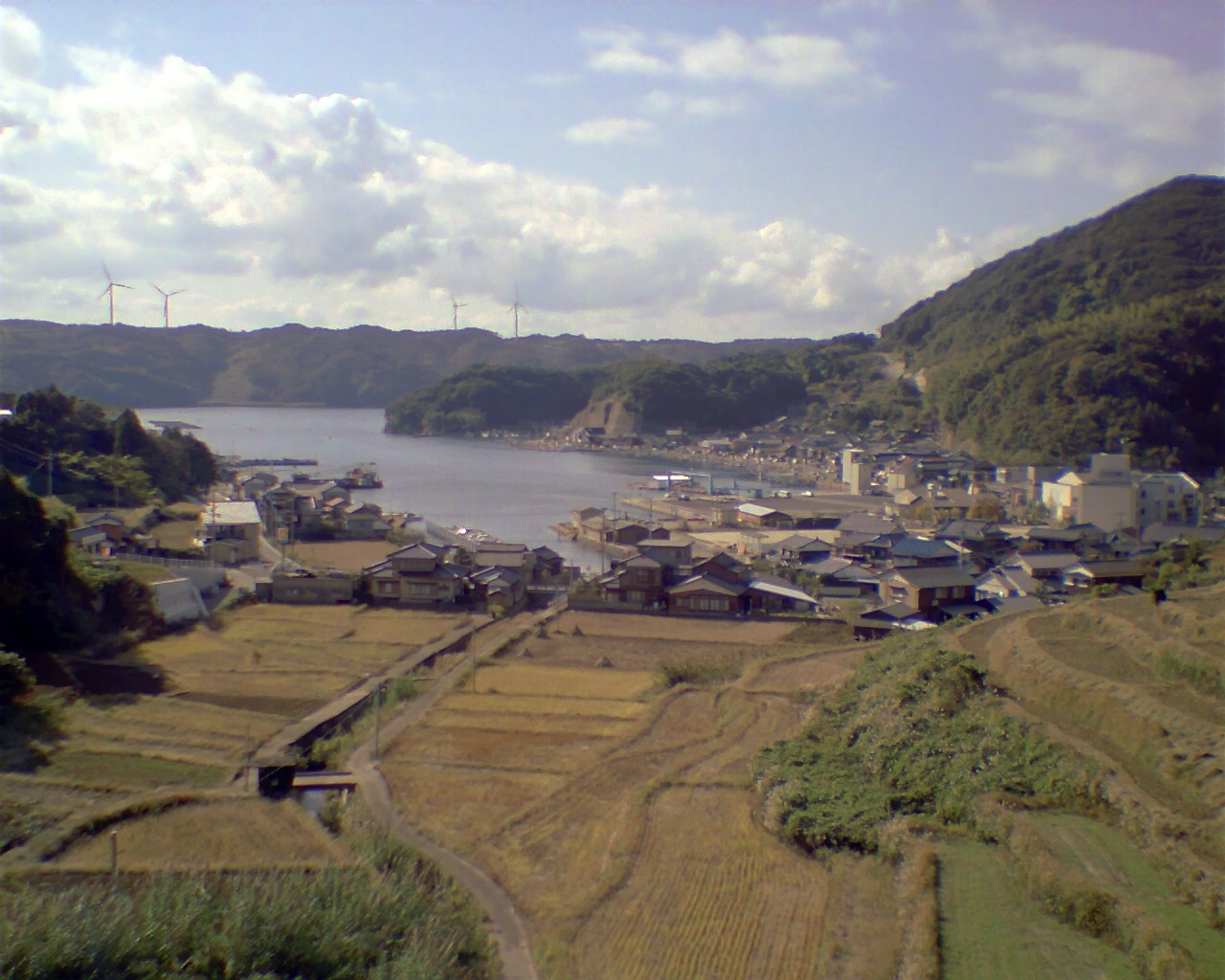
日本の田舎、佐賀県の漁村での生活
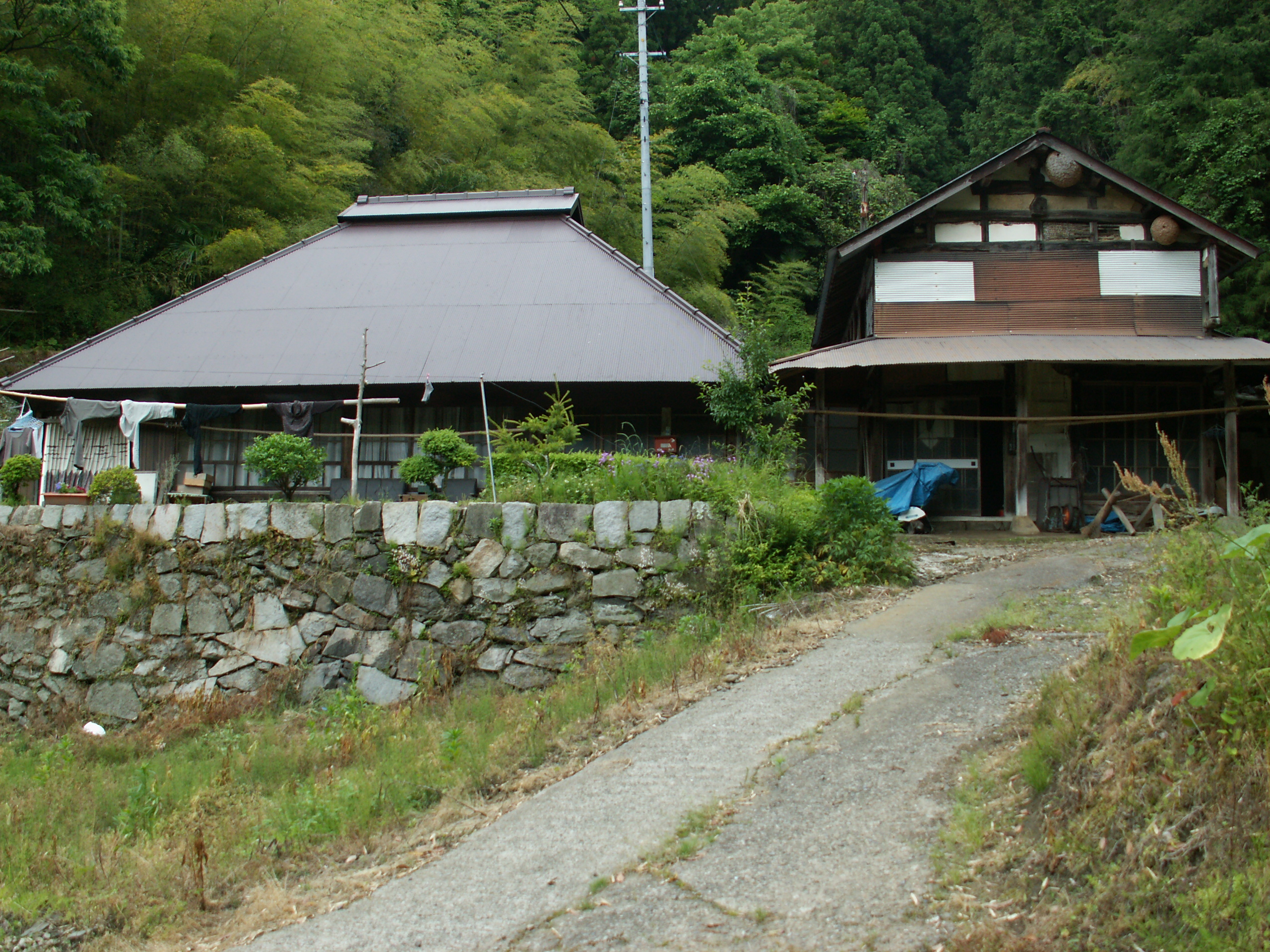
日本の古民家
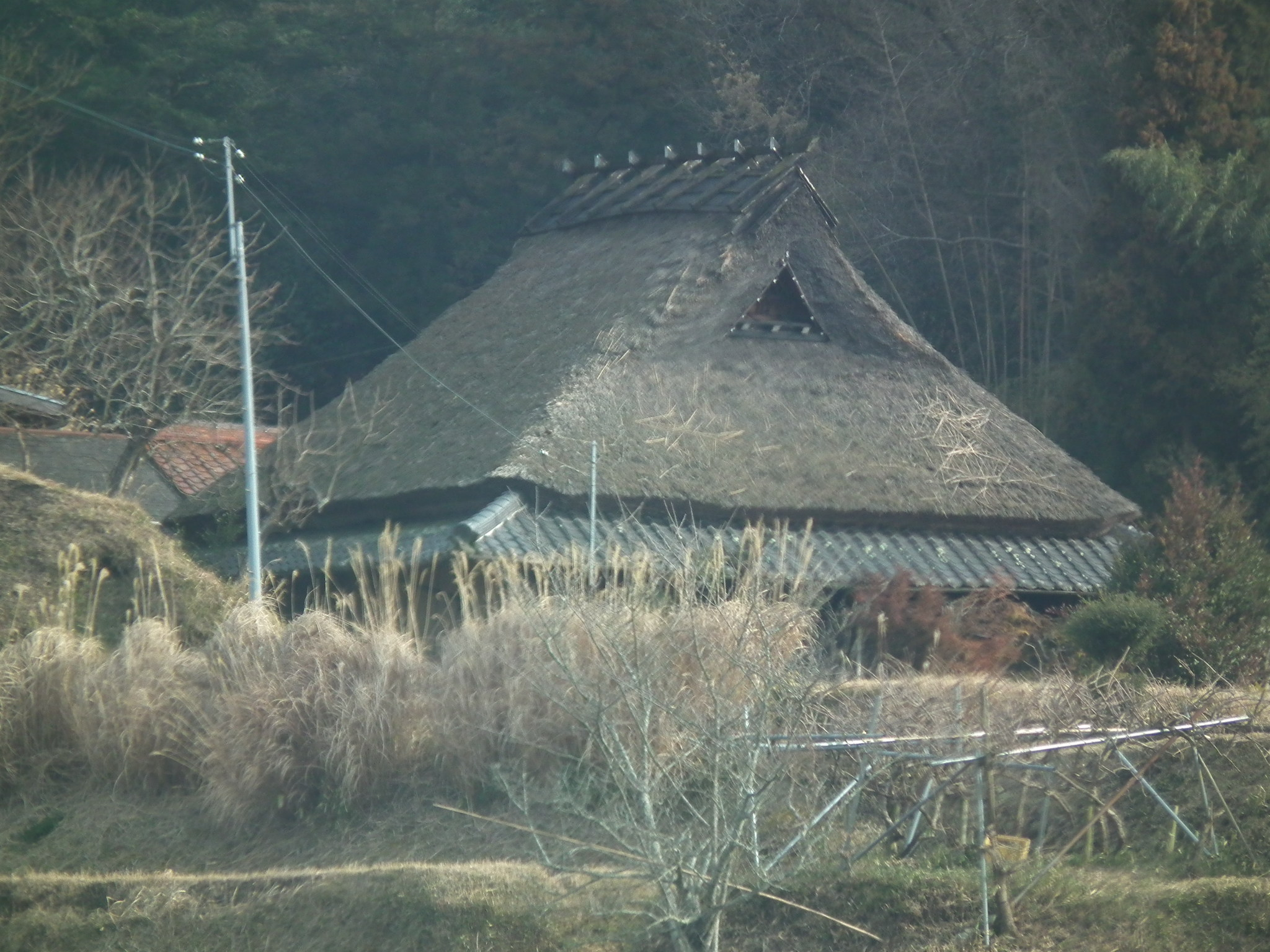
田舎暮らしの場の例、神戸市山田町の古民家
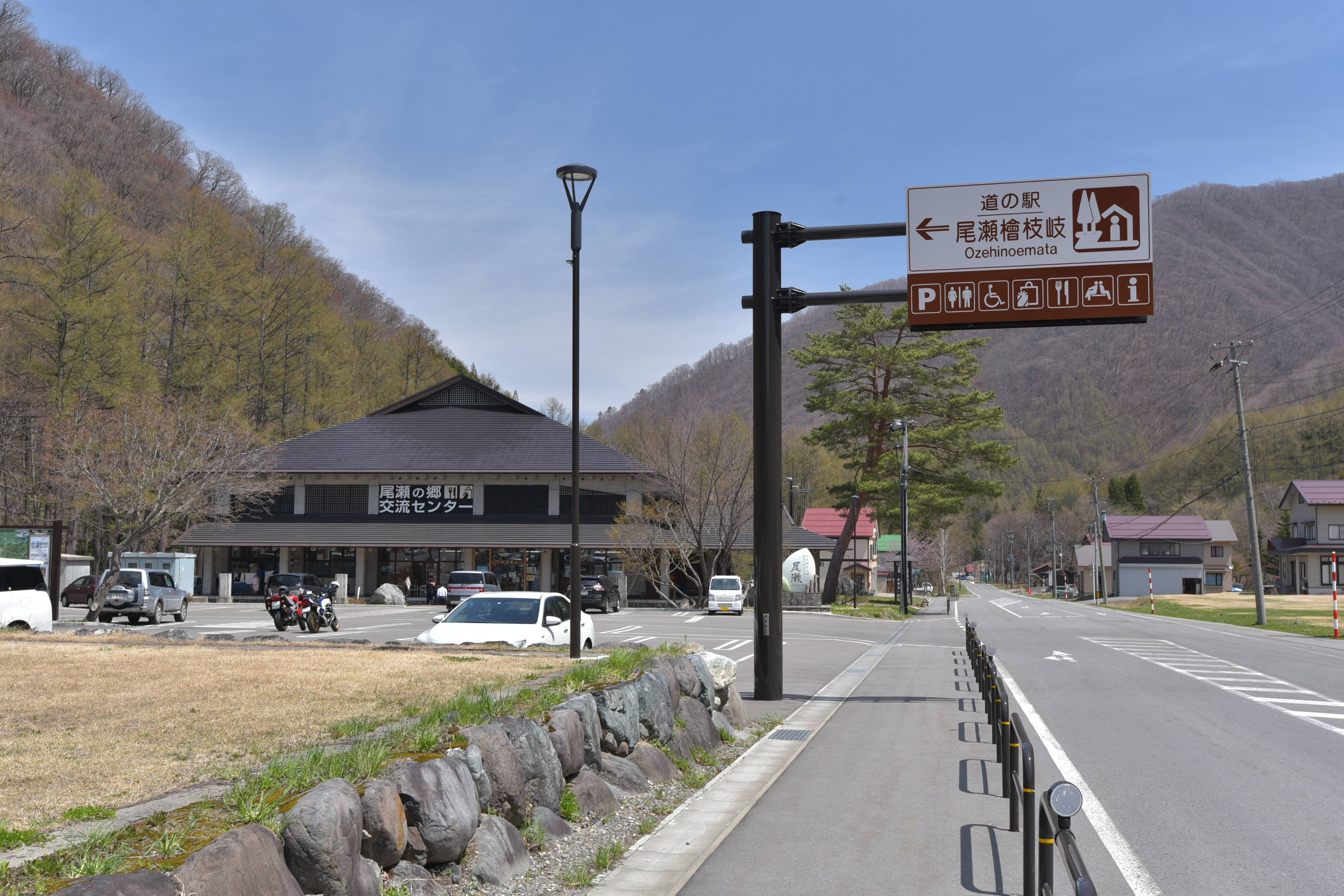
道の駅はおもに田舎に設置され、そこでは作った野菜の販売ができる
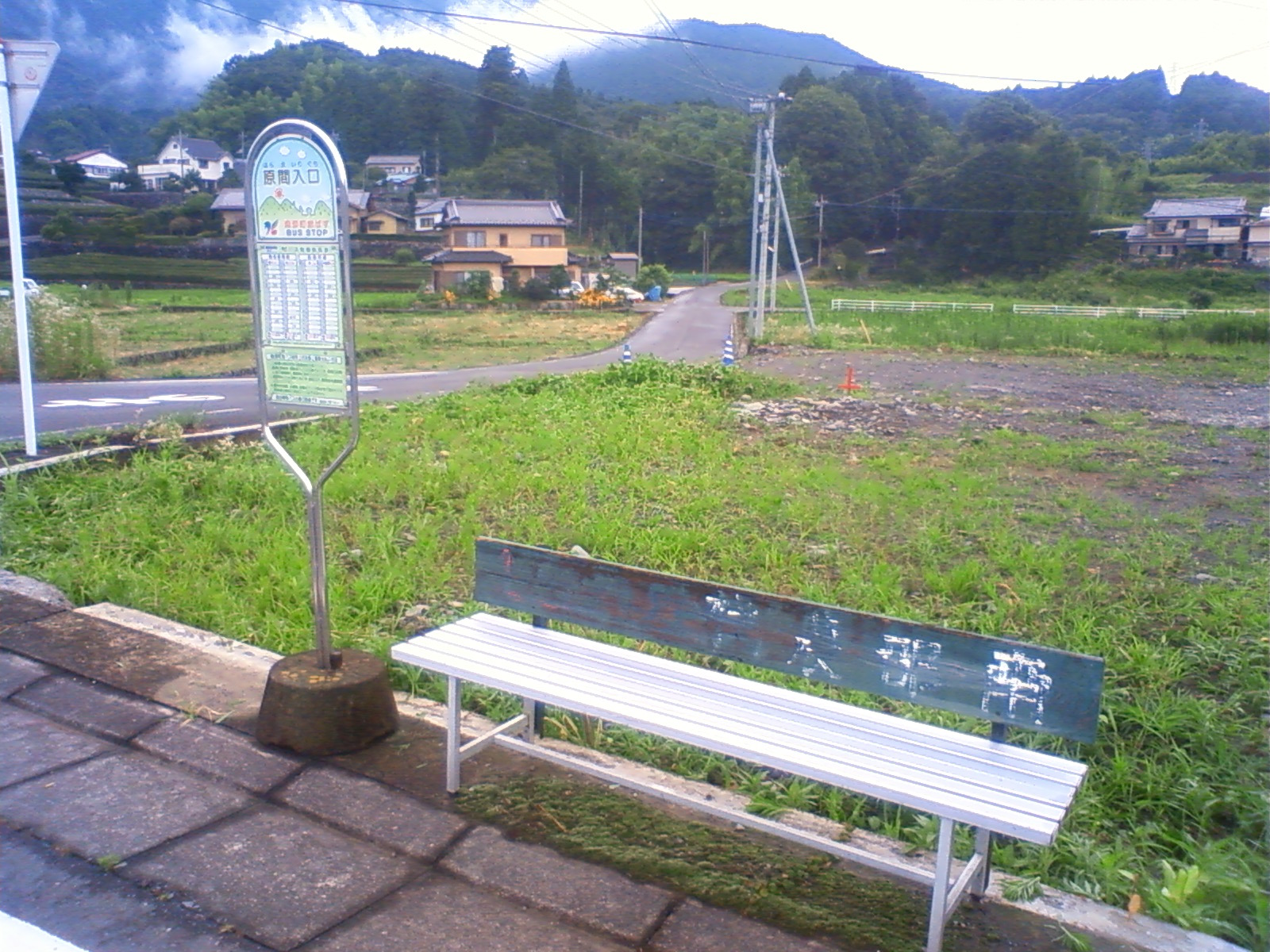
日本の田舎のバス停
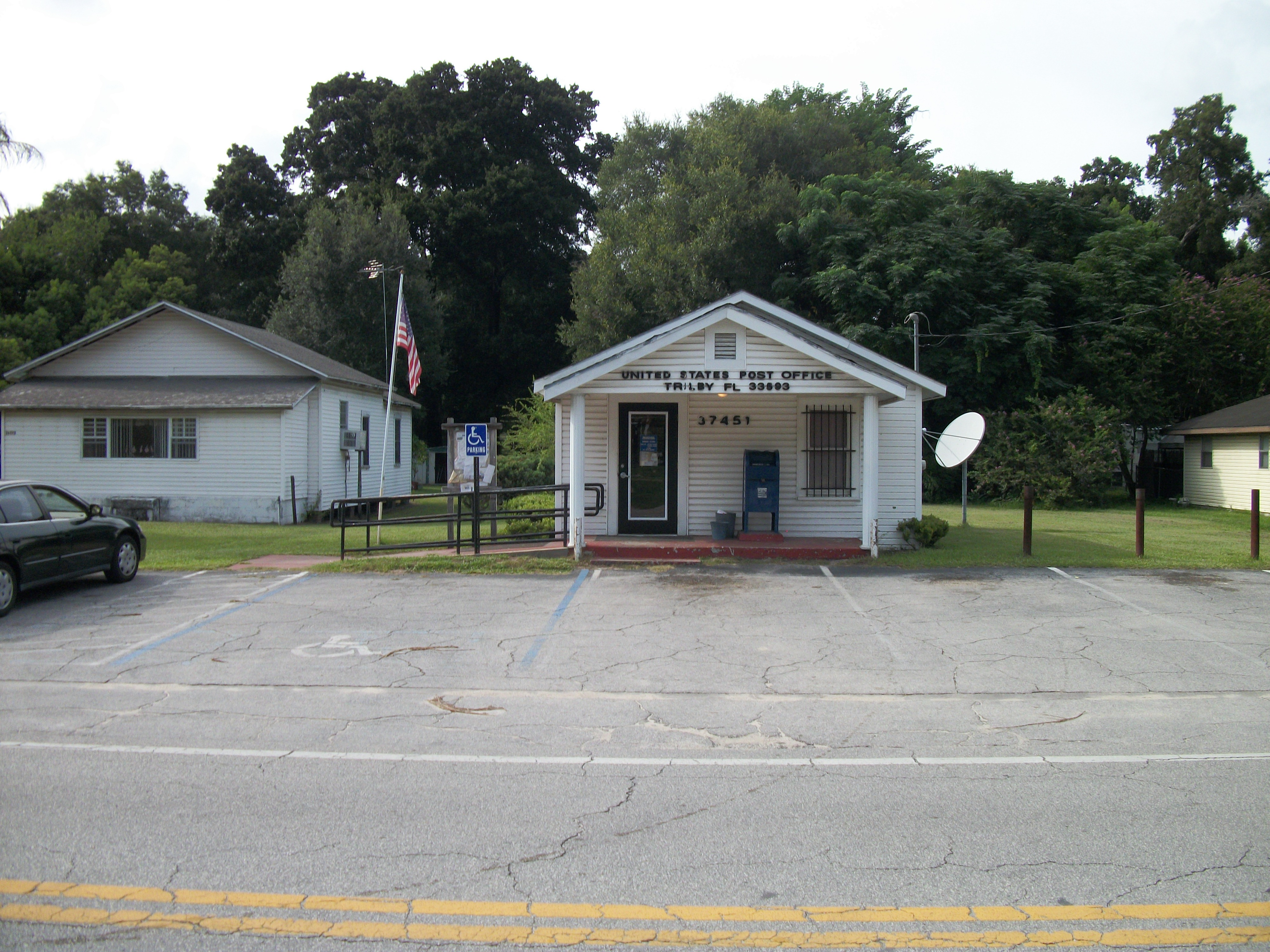
アメリカの田舎、フロリダ州Trilbyの郵便局
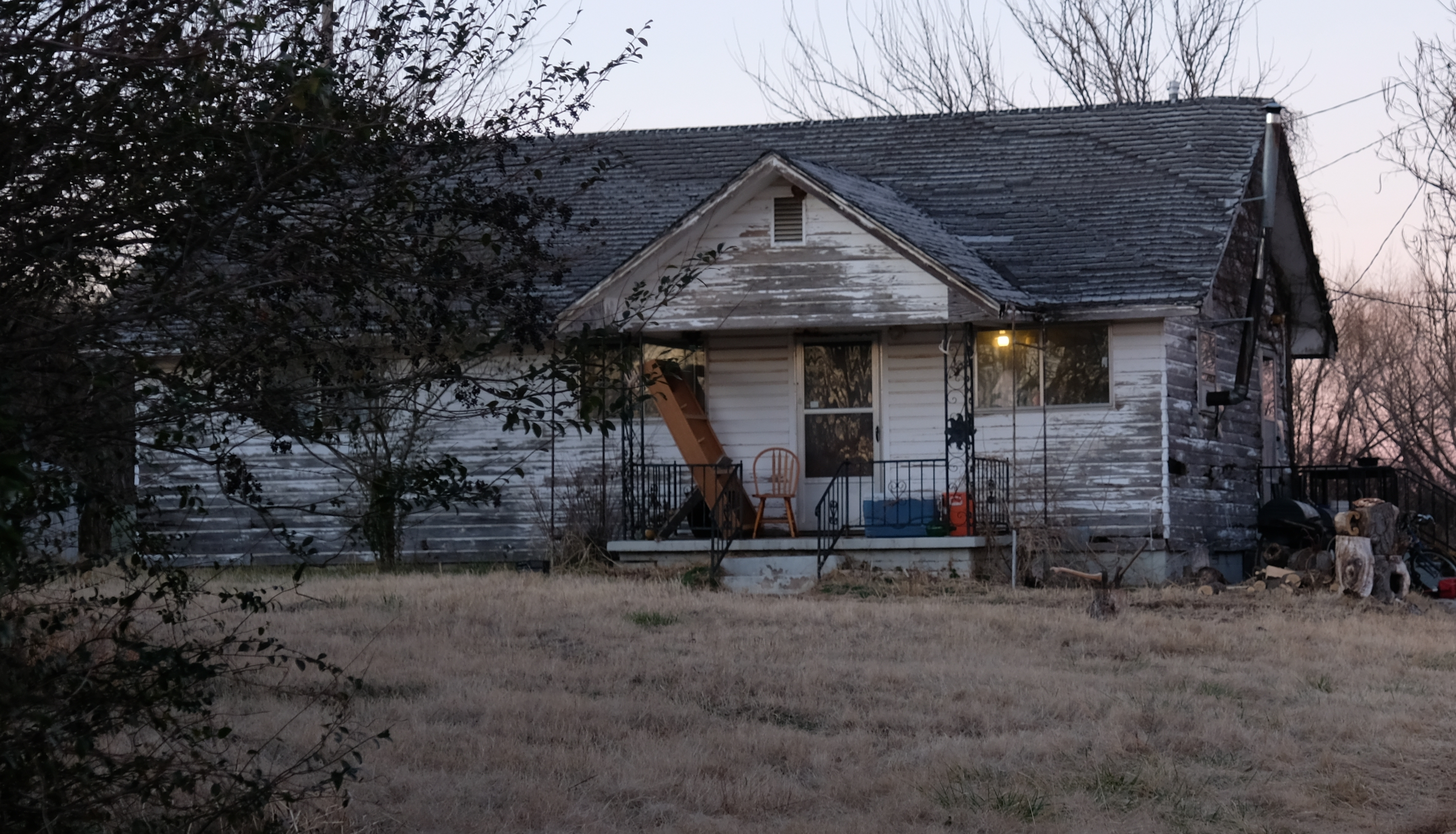
アメリカ、オクラホマ州リンカーン郡の民家
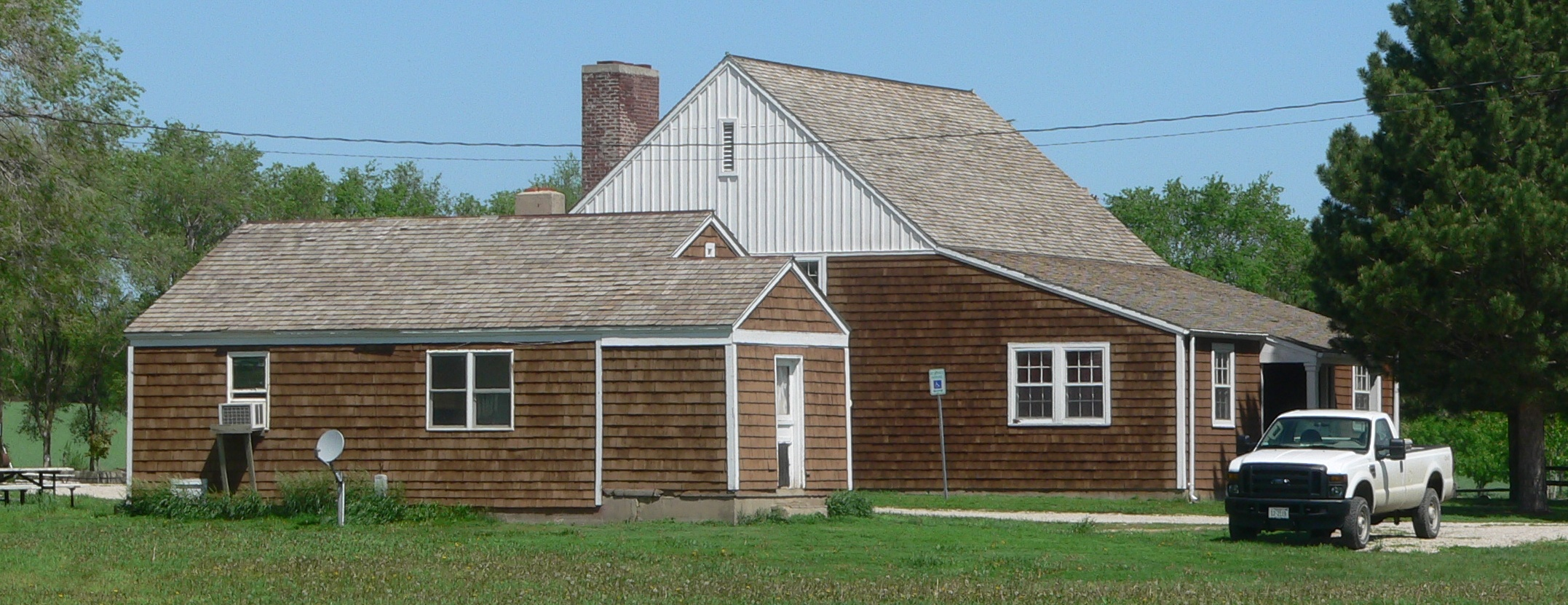
アメリカの田舎、ネブラスカ州ノックス郡ナイオブラの先住民ポンカ族の集会所

## 関連文献
- 玉村豊男『田舎暮らしができる人、できない人』（集英社新書）2007年4月22日
- 『田舎暮らしの本』387号（宝島社）
- 『田舎おもしろ体験の旅』98号（時事通信社）